# Тајмен
Тајмен (лат. Hucho taimen) је врста рибе, највеће из породице пастрмки (Salmonidae). Неки је сматрају и подврстом младице. Насељава речне системе источне Европе и Азије. Њен ареал се простире од Волге и Печоре на западу, до Амура на истоку. 
Боја ове рибе варира географски, али у принципу, све имају маслинасто-зелену главу и црвено-смеђи реп. Највећи уловљени тајмен, из реке Котуи у Русији, био је дугачак 210 цм и тежак 105 кг. Данас се највећи примерци лове у северозападном делу Монголије.
Одрасле јединке се хране углавном рибама, а чест је канибализам. Повремено се у тајменовом јеловнику могу наћи глодари и птице.